# Taskiria austera
Taskiria austera is een schietmot uit de familie Kokiriidae. De soort komt voor in het Australaziatisch gebied.